# Скала-Подільська діброва
Скала-Подільська діброва — ботанічна пам'ятка природи місцевого значення в Україні. Розташована на південь від села Цигани Чортківського району Тернопільської області, у кв. 74, вид. 6 і 10 Скала-Подільського лісництва Чортківського держлісгоспу, в межах лісового урочища «Дача Скала-Подільська». 
Площа — 12,9 га. Оголошене об'єктом природнозаповідного фонду рішенням виконкому Тернопільської обласної ради № 589 від 5 листопада 1981 року. Перебуває у віданні Тернопільської обласної управи лісового господарства. 
Під охороною — високопродуктивні дубово-яворо-грабові насадження 1 бонітету віком 80 року. Має наукову, пізнавальну та господарську цінність. 
До складу «Скала-Подільської діброви» входять такі об'єкти ПЗФ України:
- Пам'ятки природи місцевого значення: Дуб звичайний (1 дерево) № 7 і Дуб звичайний (1 дерево) № 8 (ботанічні).